# Colt House 1871

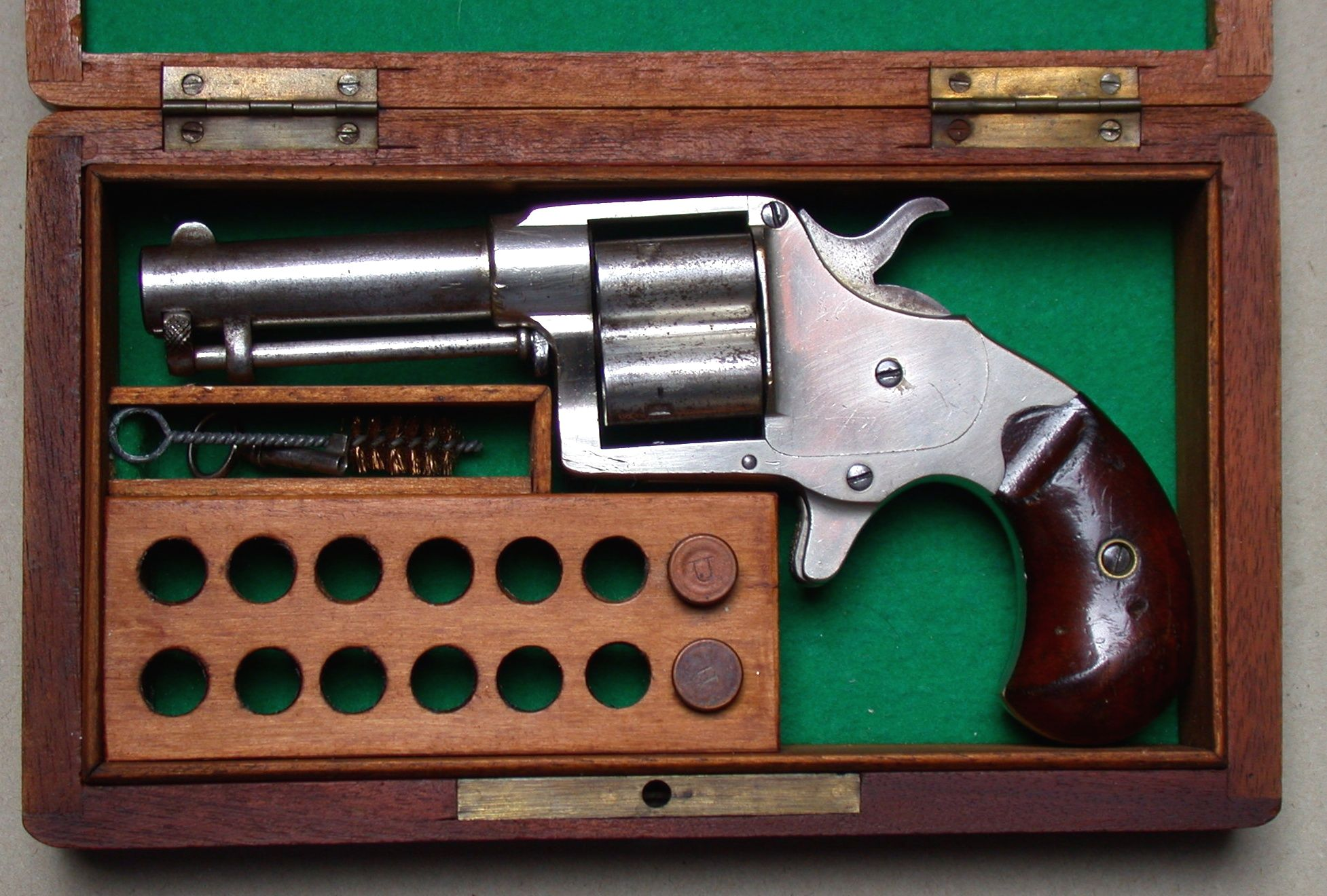
Vierschüssiger Colt Cloverleaf, der Colt House unterscheidet sich einzig durch die zylinderförmige fünfschüssige Trommel

Der Colt House 1871, auch Colt’s Patent House Pistol war der erste von Colt hergestellte Patronenrevolver mit geschlossenem Rahmen. Es kamen 2 Varianten auf den Markt, zuerst das vierschüssige, Cloverleaf genannte Modell mit einer kleeblattförmigen Trommel und später das fünfschüssige Modell mit zylindrischer Trommel, beide für Randfeuerpatronen im Kaliber .41.

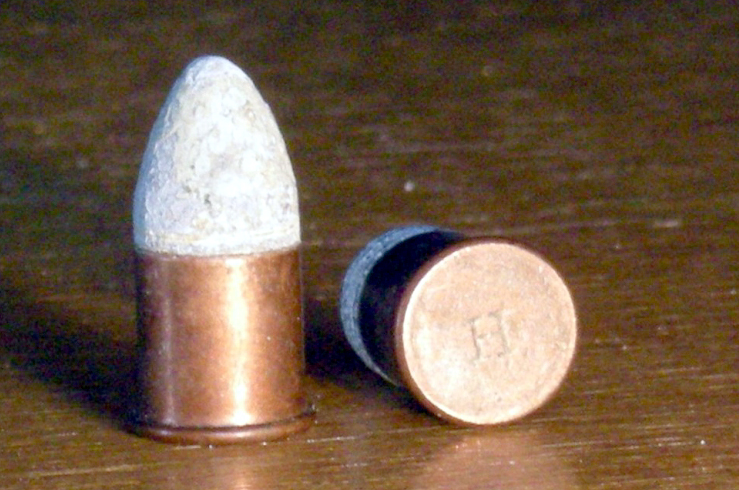
.41 Randfeuerpatrone

## Geschichte
Nachdem im April 1869 das Patent von Rollin White – die zylindrisch durchbohrte Revolvertrommel und die damit verbundene Verwendung vorgefertigter Metallpatronen – ausgelaufen war, war es auch Colt möglich, Hinterlader mit durchbohrten Trommeln auf den Markt zu bringen. Am Anfang waren diese noch auf den Perkussionsmodellen aufgebaut, da Maschinen und Komponenten vorhanden waren. Schon vor 1870 wurde von F. Alexander Thuer, einem Ingenieur bei Colt, ein Revolver entwickelt, der Metallpatronen verschoss (Thuer-Conversion). Bei diesem wurden die Patronen allerdings noch von vorne in die Trommel eingeschoben. Nach 1871 wurden dann vorhandene Perkussionsrevolver auf Hinterladung umgebaut wie die Colt Conversion Revolver oder auch, wie der Colt Open Top neu hergestellt. Die Richards-Conversion im Kaliber .44 war der Nachfolger des Army 1860 und die Richards-Mason-Conversions waren Abänderungen der Navy-Colts Mod. 1851, Mod. 1861 und der kleineren Modelle auf Pocket-Rahmen. Bei allen Conversions wurde die Vorderladertrommel durch eine durchbohrte Trommel ersetzt und der Hahn wurde abgeändert. Bei den größeren Modellen wurde auch eine Ladeklappe und ein Hülsenausstoßer angebracht.
Auch der 1871/1872 in 7,000 Exemplaren hergestellte Colt Model 1871-72 .44 Open Top basierte noch auf dem Systemkasten des Colt Army 1860. Wie die Conversions hatte er eine Ladeklappe und einen Hülsenausstoßer. Im Unterschied zu seinen Vorgängern war das Visier jedoch am hinteren Laufende angebracht. Dieser Revolver im Kaliber .44 Rimfire war der direkte Vorläufer des Colt Single Action Army Model 1873, der sich zu einer eigenen Legende entwickeln sollte.
Der erste Colt-Hinterlader mit geschlossenem Rahmen war allerdings der Colt House „Cloverleaf“, dieser und das fünfschüssige Modell wurden von 1871 bis ca. 1875 produziert und wurden zur Basis für die New Line Series die ihm nachfolgte.
Die New Line Serie war eine Reihe von Revolvern in kleineren Kalibern und daher auch im kompakteren Format, so genannten Taschenpistolen/Revolvern. Colt legte sehr viel Wert auf Qualität in der Fertigung seiner Waffen, was sich auf den Preis auswirkte. Viele kleine Waffenschmieden überschwemmten den Markt mit billigen Produkten, die auch in ihrer Ausführung schlecht waren. Colt jedoch verlor den Preiskampf gegen diese Produkte, was sich auch in der geringen Produktionszahlen der New Line Serie niederschlägt.

## Aufbau der Waffe
Der Colt Cloverleaf House war ein vierschüssiger Revolver im Kaliber .41 mit Randfeuerzündung mit einem 7,4 cm (2 7/8 Zoll) Lauf, selten 1 1/2". Er hatte eine sehr charakteristische Trommel, diese sah aus, als wären vier Röhren (für jeweils eine Patrone) aneinandergepackt worden, das Erscheinungsbild erinnerte stark an ein Kleeblatt. Gesichert blockierte der Zündstift zwischen 2 Kammern die Trommelrotation und der Revolver war flacher.  Wie auch die späteren Colt Modelle, war der House von der rechten Seite über eine Ladegrube zu laden. Der Hahn wurde halb gespannt, die Trommel konnte frei rotieren. Dann musste man die Trommelkammer und die Ladegrube exakt ausrichten und konnte dann die Patronen in die Kammer einführen. Wurde der Hahn voll gespannt und die Trommel auf den Lauf ausgerichtet so war die Ladegrube so versetzt, dass keine der Patronen herausfallen konnte. Vom Colt House wurden zwischen 1871 und 1876 an die 10.000 Stück hergestellt, davon hatten 7500 die vierschüssige Kleeblatt-Trommel und der Rest eine fünfschüssige runde Trommel.

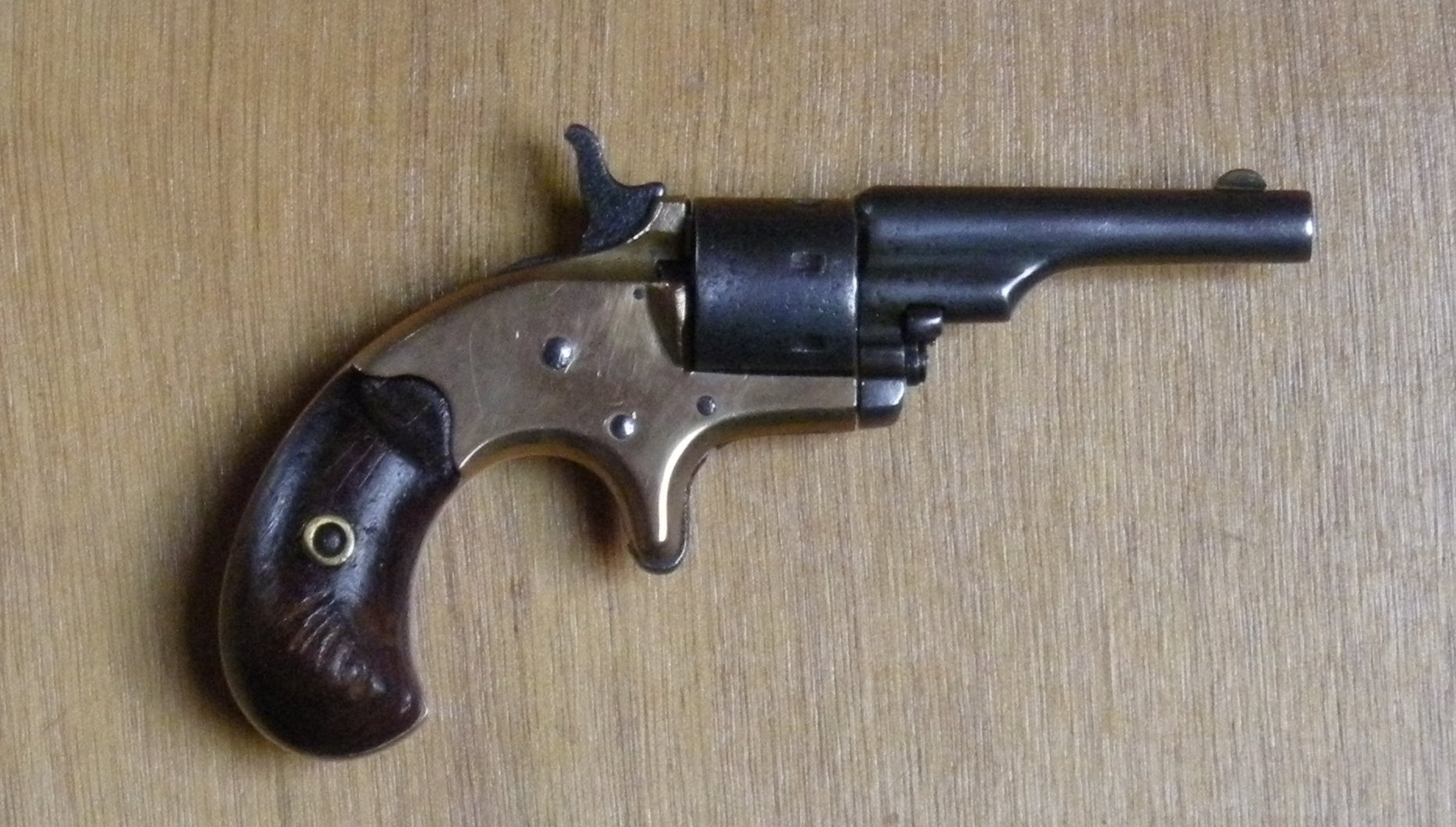
Colt Open Top .22

Der Systemkasten, der offene Abzug und Griff erinnerten sehr stark an die Modelle von Smith & Wesson. Jedoch hatte das Modell Cloverleaf schon einen für dieses Modell typischen Hülsenausstoßer, welcher beim fünfschüssigen Modell aus Sparsamkeitsgründen weggelassen wurde.
Neben dem Colt House .41 wurde ab 1871 auch der kleine Colt Open Top Pocket .22 Revolver auf den Markt gebracht. Dieser siebenschüssige Revolver verschoss .22 kurz und .22 long Randfeuerpatronen.

## Weiterentwicklungen

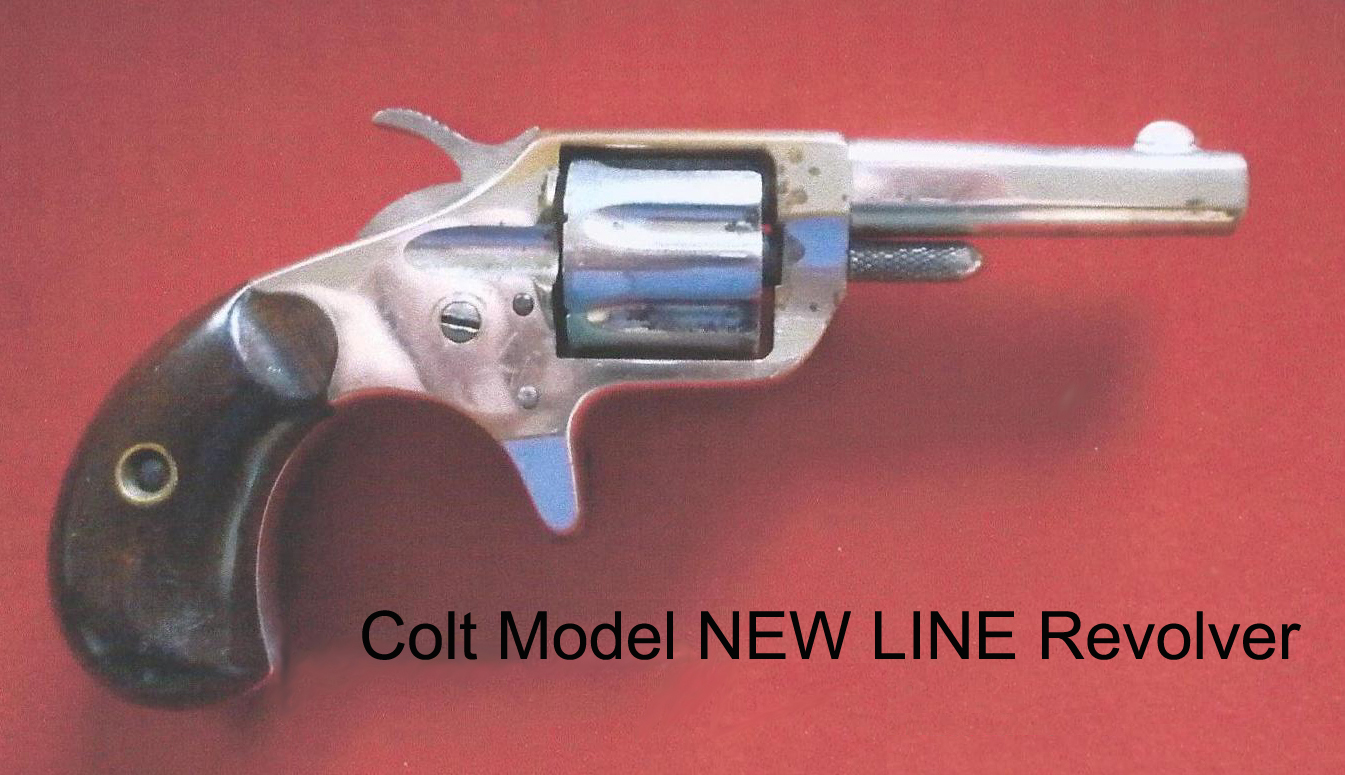
Colt NEW LINE Revolver

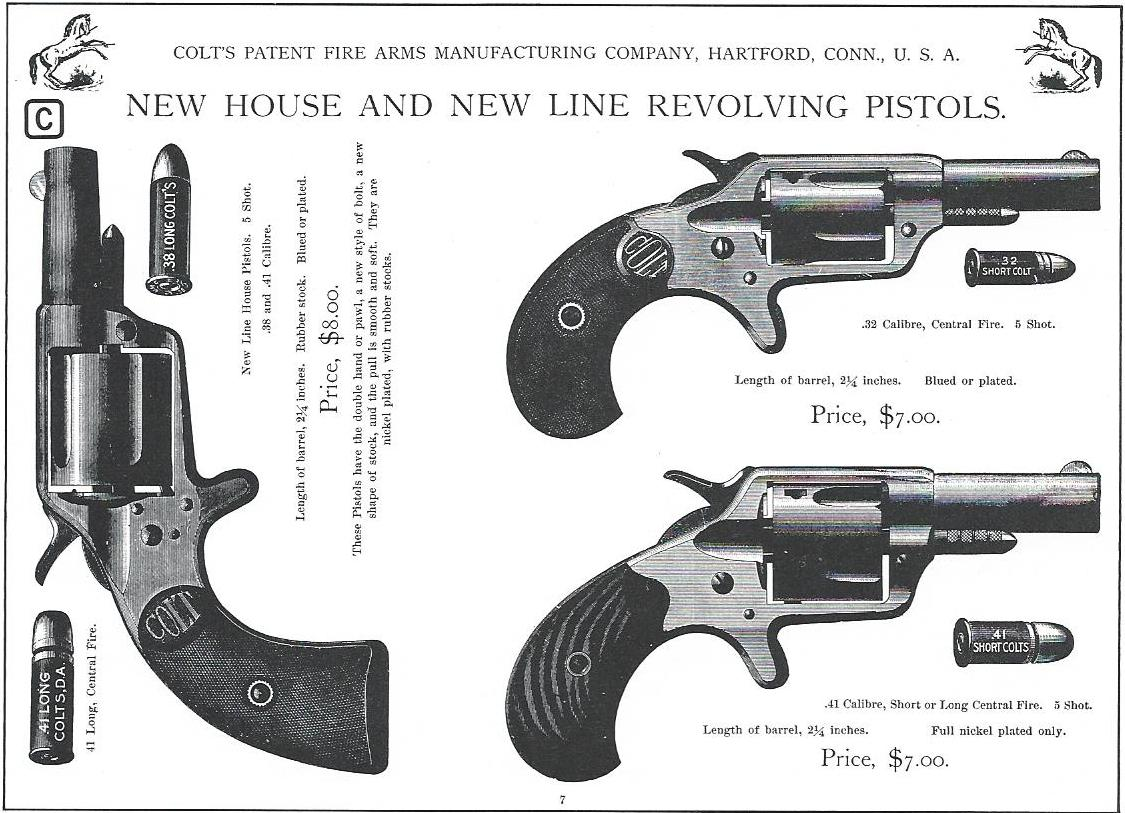
Colt NEW LINE und NEW HOUSE Revolver

Gefolgt wurde der Colt House .41 und der Open Top .22 von der Colt NEW LINE Serie. Diese Revolver hatten einen Vogelkopfgriff und nach wie vor eine Ladegrube, auch fehlte die Ladeklappe. Die New Line Serie wurde von 1873 bis 1884 produziert. Es gab Ausführungen für .22 und .30 Randfeuerpatronen und .32 .38 und .41 Rand- oder Zentralfeuerpatronen. Die Trommel fasste 7 Schuss beim .22er, bei den größeren Modellen 5 Schuss.
Ab 1880 wurden die Colt House Modelle durch das Modell Colt NEW HOUSE Revolver mit einem 2 1/4 Zoll-Lauf (ca. 5,7 mm) in den Zentralfeuerkalibern .32, .38 und .41 mit einem größeren unten flachen Griff ersetzt. Hier fehlte der Hülsenausstoßer, zum Entladen entfernte man die Trommel, die Hülsen konnten mit der Trommelachse ausgestoßen werden. Im Gegensatz zu den früheren Modellen hatte der Colt New House eine Ladeklappe.
1882 kam die Variante des NEW POLICE hinzu. Die meisten dieser Revolver hatten einen 2 1/4 Zoll Lauf, sie dienten als Taschenpistole. Revolver mit einem Lauf länger als 4 1/4 Zoll (10,8 cm) hatten zusätzlich einen Hülsenausstoßer, der in der Konstruktion eines verkleinerten Ausstoßer des Colt Single Action entsprach. Bei den kurzen Modellen fehlte dieser. Bei den New Police-Revolvern war unten auf den Griffschalen ein Polizist und ein Gangster dargestellt (Cop and Thug).